# Graf von Maulévrier
Der Titel eines Grafen von Maulévrier wurde im Frankreich des 15. bis 17. Jahrhunderts von zwei Familien gleichzeitig geführt.
Erster bekannter Graf war Pierre de Brézé. Seine Nachkommen aus dem Haus Brézé, dem Haus de la Mark beziehungsweise dem Haus Le Fay führten den Titel bis ins 18. Jahrhundert.
Die zweite Familie, die den Titel führte, was das Haus Gouffier. Guillaume Gouffier († 1495) war Baron von Maulévrier, sein Enkel Claude († 1570) trug neben dem Titel eines Herzogs von Roannais den eines Grafen von Maulévrier. Diese Linie starb 1639 aus.
Zwei Generationen später findet sich der Titel im Haus Colbert: Édouard François Colbert, Bruder von Jean-Baptiste Colbert, war Comte de Maulévrier; der Titel wurde noch im 19. Jahrhundert in der Familie geführt. Zu ihnen gehört das Schloss Maulévrier im Département Maine-et-Loire.
Das Haus Andrault kaufte das Schloss Maulévrier in Melay (Saône-et-Loire) 1642, die für Jean-Baptiste Louis Andrault, seit 1746 Marschall von Frankreich, zum Marquisat de Maulévrier-Langeron erhoben wurde. Diese Linie starb wenige Jahrzehnte später aus.

## Herren von Maulévrier
- Aimery I. de Maulévrier,
- Richard I. de Maulévrier, † 1120, dessen Sohn
- Renaud II. de Maulévrier, dessen Sohn
- Renaud III. de Maulévrier, † 1199, dessen Sohn
- Renaud IV. de Maulévrier, † 1235, dessen Sohn
- Guillaume I. de Maulévrier, † 1249, dessen Sohn
- Renaud V. de Maulévrier, † 1302, dessen Sohn
- Guillaume II. de Maulévrier, † 1348, dessen Sohn
- Robert II. de Maulévrier, † 1356, dessen Sohn
- Renaud VI. Baron de Maulévrier et d’Avoir, † 1399, dessen Sohn
- Marie, Baronne de Maulévrier et d’Avoir, † 1407, dessen Tochter; ⚭
- Jacques, Seigneur de Montbéron, Baron de Maulévrier et d’Avoir, † 1422, 1418 Marschall von Frankreich
- François I., Seigneur de Montbéron, et Baron de Maulévrier et d’Avoir, † 1415, deren Sohn
- François II., Seigneur de Montbéron, Vicomte d’Aunay et de Matha, Baron de Maulévrier, † 1476
- Eustache, Vicomte d’Aunay, Baron de Maulévrier et de Matha, dessen Sohn

## Haus Brézé, Haus de la Mark und Haus Le Fay
- Pierre de Brézé, † 1465, Graf von Maulévrier
- Jacques de Brézé, † 1494, Graf von Maulévrier
- Louis de Brézé, † 1532, Graf von Maulévrier
- Françoise de Brézé, † 1557, Gräfin von Maulévrier, ⚭ 1538 Robert IV. de La Marck, 1552 Herzog von Bouillon, † 1556
- Charles Robert de La Marck, † 1622, Graf von Maulévrier und Braine
- Jacques du Fay, † 1622, Seigneur de Taillis (benannt nach dem Schloss Le Taillis in Duclair), Bailli et Capitaine de Rouen, 1621 Ritter des Ordre de Saint-Michel, kauft die Grafschaft Maulévrier von Charles Robert de la Marck
- Jean III. du Fay (III.), Graf von Maulévrier, Seigneur de Taillis, Bailli et Capitaine de Rouen, dessen Sohn
- Jacques du Fay (II.), Seigneur de Bourg-Achard, Bailli de Rouen, dessen Sohn
- Jacques-Georges du Fay, Graf von Maulévrier, dessen Sohn
- Jacques du Fay (III.), dessen Sohn
- Georges du Fay, Seigneur de Bourg-Achard et du Taillis, Graf von Maulévrier, dessen Bruder
- François du Fay, dessen Sohn, Seigneur de Taillis, du Trait et de Sainte-Marguerite, 1710/17 bezeugt

## Haus Gouffier
- Guillaume Gouffier, † 1495, Seigneur von Boisy, Baron von Roannais Maulévrier
- Artus Gouffier, † 1520, Herzog von Roannais, Graf von Étampes, Baron de Maulevrier etc., Grand Maitre de France
- Claude Gouffier, † 1570, Herzog von Roannais, Marquis von Boisy, Comte de Maulévrier, Großstallmeister von Frankreich
- Gilbert Gouffier, 1552–1582, Herzog von Roannais, Marquis von Boisy, Graf von Maulévrier
- Louis Gouffier, † 1642, 1582 Herzog von Roannais, Marquis von Boisy, Graf von Maulévrier
- Charles Gouffier, † 1671, Graf von Gonnor und Maulévrier
- Henri Gouffier, 1605–1639, Marquis von Boisy, Graf von Maulévrier

## Haus Colbert
- Édouard François Colbert, 1634–1693, Graf von Maulévrier
- Jean-Baptiste Colbert, † 1695, Graf von Maulévrier
- François Édouard Colbert, † 1706, Marquis von Maulévrier
- Louis-René Colbert, 1699–1750, Marquis von Maulévrier
- René Louis Colbert, † 1748, Marquis von Maulévrier
- René Édouard Colbert, † 1771, Chevalier später Marquis von Maulévrier
- Édouard Victurnien Colbert, † 1839, Marquis von Maulévrier
- Charles Antoine Colbert, † 1859, Marquis von Maulévrier
- René Olivier Colbert, * 1813, Graf später Marquis von Maulévrier
- Édouard Charles Colbert, 1758–1820, Graf von Maulévrier

## Das Schloss Maulévrier in Melay
- Um 1300: Das Gebiet gehört zur Abtei Saint-Rigaud bei Ligny-en-Brionnais (Département Saône-et-Loire)
- 14. Jahrhundert: Die Familie Lespinasse baut ein Jagdhaus, das zu einem befestigten Gebäude ausgebaut wird
- 16. Jahrhundert: Die Herrschaft Maulevrier fällt an Jean de Damas
- 1562: Philippe de Damas, dessen Sohn, wir in der Burg ermordet, die Burg danach zerstört
- Philippes Schwester, die mit Denys de Savary verheiratet ist, beginnt den Wiederaufbau
- 1625: Die Herrschaft Maulevrier wird für François de Savary de Brèves († 1628) zum Marquisat erhoben
- 1642 Camille de Savary, der Erbe, verkauft Maulevrier an die Familie Andrault
- Hector Andrault, Seigneur de Maulevrier et de La Mignardiére etc., * nach 1591
- François Andrault, Seigneur de Maulevrier et de La Mignardiére etc., † 1715
- Jean-Baptiste-Louis Andrault, Marquis de Maulévrier-Langeron, † 1754, 1746 Marschall von Frankreich
- Charles Claude Andrault, Marquis de Maulevrier-Langeron, † 1792
- Charles Pierre Andrault, Comte de Maulevrier-Langeron, † 1780
- Louis Christophe Andrault, Chevalier de Maulevrier-Langeron, * 1757
- Alexandre Claude Andrault, Le Comte de Maulevrier-Langeron, * 1732, † 1823
- Christophe Andrault, Le Comte de Maulevrier-Langeron, * 1681, † 1768,
- 1792: Geneviève-Adélaïde Andrault de Langeron (* 1766, † 1829), jüngere Schwester von Charles Claude, erbt den Besitz; sie heiratet 1802 Louis-Stanislas-Kotska de La Trémoïlle (Haus La Trémoille)
- 1829: Nach dem Tod Geneviève-Adélaïdes geht Maulevrier an ihre Großneffen Léonce-Louis, Marquis de Vogüé (* 1805, † 1877) und Charles-Louis de Vogüé (* 1808)
- Ende des 19. Jahrhunderts erbt Charles Jean Melchior de Vogüé (* 1829, † 1916), Sohn von Charles-Louis, den Besitz.
- Späterer Eigentümer war Graf Amédée d’Andigné, Nachkomme Melchiors.